# Юрівка (Конотопський район)
Ю́рівка — село в Україні, у Попівській сільській громаді Конотопського району Сумської області. Населення становить 825 осіб. До 2020 орган місцевого самоврядування — Юрівська сільська рада. Розташоване за 36 км від райцентру.
Село постраждало внаслідок геноциду українського народу, проведеного урядом СрСР 1932—1933.

## Географія
Село Юрівка знаходиться за 2 км від лівого берега водосховища Ромен (річка Ромен). На відстані 1 км розташоване село Пекарі. Селом протікає річка Сухий Ромен. Поруч проходить автомобільна дорога Т 1907.

## Історія
Виросло село з хутора, заснованого в степу на початку XVIII століття священиком багатого сотенного села Корибутів Стефаном Івановим. Після відновлення 1739 року Корибутівської сотні у складі Прилуцького полку, Юрівка належить до неї. З переміщенням сотенного центру до села Голінка (1751), Юрівка у числі населених пунктів Голінської сотні.
Після анексії Гетьманщини Московською державою (1781), хутір перейшов у володіння правителя Батуринської волості генерала графа Юрія Вейсбаха. На цьому місці виникла слобода, названа по хресному імені можновладця — Юрівкою. Нова слобода ввійшла до складу Великосамбірської волості.
Під час розпродажу маєтків колишнього Гетьмана Кирила Розумовського, Юрівка була придбана нащадком генеральної старшини України Григорієм Тарновським — він володів понад тисячею десятин землі.
Населення Юрівки було майже неписьменне — нібито на все село була лише одна письменна людина. Приблизно в 70-80 роках XIX століття відкрито «Юрівськое початкове (однокласне) училище» — початкова школа, в якій було три класи і один учитель. Навчання проводилося російською мовою. В школі було не більше 50 учнів — переважно діти заможних селян. Школу можна було назвати «чоловічою», бо дівчата до неї не ходили.

### У складі УНР
1917 село визнало владу Української Народної Республіки. 1918 — інтервенція московських червоних банд леніністів, які відкинуті в Росію союзними військами Гетьмана Павла Скоропадського та кайзера Німеччини. Після багаторазових змін фронтів, у селі закріпився російський окупаційний режим комуністичного спрямування.
У 1929—1930 роках в Юрівці обманом загнали людей у колгосп «Червоний ранок», в якому зареєстрували 70 сімей. 1931, напередодні Голодомору, людей примусили вступити ще й у другий колгосп — «13-річчя РСЧА», до якого загнали решту селян. Восени 1931 року ці два колгоспи були об'єднані в один колгосп «Червоний ранок».

### Комуністичний Голодомор 1932—1933
Повна концентрація сільськогосподарського виробництва у колгоспах дало змогу окупаційній комуністичній владі ефективно провести терор голодом проти мешканців Юрівки. В історичній літературі факти масового убивства голодом прикривалися статистикою закупівлі техніки та будівництва нових приміщень. Проте втрати села від примусових голодних смертей перевищують аналогічні у Другій світовій війні. Жертвам сталінських воєн окупаційна влада встановила монумент. Згадки про Голодомор каралися адміністративними штрафами, або позбавлення волі «за наклеп на радянський лад».

### Післявоєнні злидні
1946 сталіністи здійснили в селі ще одну голодоморну акцію, грабуючи селян Юрівки, вимагаючи непосильні продовольчі податки. У селі знову з'явилися пухлі люди — родичі й діти фронтовиків, які проливали кров за СССР.
У ці ж часи у газеті Дубов'язівського району «Ленінськи шлях» з'явилися дві публікації про Юрівку в одному номері — «Бригадир садово-городньої бригади» (28 липня 1949) — нарис про бригадира села Юрівка, та «Люди колгоспного села» — про так званих «передовиків» села Юрівка. Автор публікацій — Петро Носенко.
Після засудження сталінізму, у 1960-70-тих збудували новий торговий центр, Будинок культури, приміщення контори радгоспу «Зоря»" та сільської ради, дитячий садок, фельдшерський пункт.

### Незалежна Україна
1991 селяни проголосували за відновлення незалежності України. У селі Юрівка піднято синьо-жовтий прапор УНР.

## Політика

### Парламентські вибори, 2019
На позачергових парламентських виборах 2019 року у селі функціонувала окрема виборча дільниця № 590218, розташована у приміщенні навчально-виховного комплексу.
Результати
- зареєстровано 515 виборців, явка 69,71%, найбільше голосів віддано за «Слугу народу» — 42,30%, за Всеукраїнське об'єднання «Батьківщина» — 15,13%, за Радикальну партію Олега Ляшка — 14,57%[1]. В одномандатному окрузі найбільше голосів отримав Максим Гузенко (Слуга народу) — 35,14%, за Віктора Ладуху (Всеукраїнське об'єднання «Батьківщина») — 19,14%, за Ігоря Шкурата (самовисування) — 16,29%[2].

## Населення

### Мова
Розподіл населення за рідною мовою за даними :
| Мова       | Кількість | Відсоток |
| ---------- | --------- | -------- |
| українська | 809       | 98.06%   |
| російська  | 16        | 1.94%    |
| Усього     | 825       | 100%     |

## Соціальна сфера
На території сільської ради здійснюють діяльність: Юрівська сільська рада, сільськогосподарське підприємство ТОВ «Юрівка», фельдшерський пункт, Юрівський НВК, сільський Будинок культури, бібліотека, приватні крамниці та поштове відділення, ТОВ «Колос Агротрейд».

## Пам'ятки
- Могила Я. Г. Григораша — радянського воїна та пам'ятник воїнам-землякам[d];